# Monastero di San Salvatore (Savignone)
Il monastero di San Salvatore è stato un luogo di culto cattolico situato nel comune di Savignone, nella città metropolitana di Genova. Ciò che è rimasto dell'antica struttura è stato inglobato nel tessuto urbano  cittadino privato già a partire dal XIX secolo.

## Storia e descrizione
Secondo la tradizione sarebbe stato il re dei Longobardi Liutprando, di passaggio nel borgo di Savignone per il trasferimento delle spoglie di sant'Agostino dal paese nella basilica di San Pietro in Ciel d'Oro a Pavia, a fondare nel 725 il cenobio savignonese. Alcuni documenti anteriori all'anno 1000 attestano proprio la donazione del sovrano d'Italia di un terreno per la costruzione del futuro monastero. Papa Marino I lo avrebbe poi concesso nell'883 a Geraldo, vescovo di Lodi, sotto la diocesi di Tortona.
L'edificio religioso è citato in una bolla pontificia del 1196 di papa Celestino III come dipendenza dall'abbazia di Precipiano (Vignole Borbera). Altri scritti del XIII secolo testimoniano l'ampliamento della chiesa, la sua successiva trasformazione in monastero e quindi l'intitolazione dell'edificio sacro a san Salvatore. Molto probabilmente la struttura era corredata, oltre alla chiesa con campanile, anche dalle abitazioni dei monaci e dal cenobio. Alcuni scavi archeologici hanno permesso il ritrovamento di anfore e altri oggetti sacri databili al XVI secolo, per cui è presumibile che l'area fosse dotata anche di un cimitero.
Ancora integro e abitato nel XVIII secolo, il monastero fu danneggiato da un fulmine che colpì il campanile, evento che accelerò il declino funzionale del luogo. I resti furono nei decenni successivi gradualmente integrati nel tessuto urbano privato.